# Vito Marino Caferra
(Intervista al giudice Caferra di Giorgio Bocca, L'inferno. Profondo sud, male oscuro, Milano, A. Mondadori, 1992. ISBN 88-04-36274-X.)
Vito Marino Caferra (Acquaviva delle Fonti, 1939) è un magistrato, saggista e docente universitario italiano.

## Biografia

### In magistratura
Entrato in magistratura nell'aprile del 1965, in primo grado ha svolto le funzioni di pretore a Novara e a Noci e di giudice di tribunale della Terza Sezione Penale e della Prima Sezione Civile del Tribunale di Bari, nonché, per circa un decennio, le funzioni di giudice a latere della Corte di Assise di Bari.
In secondo grado ha svolto le funzioni di consigliere della Corte di Appello di Bari e successivamente di presidente della Prima Sezione Civile fino al 1998, anno in cui è stato eletto componente del Consiglio Superiore della Magistratura per la consiliatura 1998-2002.  È stato direttore dell'Ufficio Studi e Documentazione del CSM.
Nel 2001, in qualità di presidente della VI Commissione, è stato relatore della Relazione al Parlamento sullo stato dell'Amministrazione della Giustizia.
Dal 2002 al 2007 presidente della Sezione Minorenni della Corte di Appello di Bari. Da luglio 2006 a dicembre 2007 è presidente facente funzioni della suddetta Corte di Appello.
Nel dicembre 2007 è stato nominato dal CSM primo presidente della Corte di Appello di Bari, incarico che ha ricoperto fino al 28 novembre 2014.

### Attività accademica
Ha svolto, quale professore stabilizzato, l'incarico extragiudiziario di insegnamento di Istituzioni di diritto privato presso la Facoltà giuridica dell'Università di Bari dal 1974 al 2007. È autore di numerosi articoli in tema di obbligazioni, responsabilità civile e diritto di famiglia.
È direttore culturale della Fondazione "Biblioteca Gaetano Ricchetti" di Bari, Ente Morale che ha per statuto la finalità di promuovere e favorire l'alta cultura, designato nel 1987 dall'allora arcivescovo di Bari-Bitonto Andrea Mariano Magrassi.

### La Commissione per le Riforme Costituzionali
Nel giugno 2013, il Ministro per le riforme costituzionali, Gaetano Quagliariello, ha chiesto ai presidenti delle commissioni Affari costituzionali della Camera dei deputati e del Senato della Repubblica l'invio di osservatori presso la Commissione per le Riforme Costituzionali, istituita dal Presidente del Consiglio dei Ministri Enrico Letta. Il presidente della I commissione della Camera Francesco Paolo Sisto ha designato Vito Marino Caferra, d'intesa con l'unanimità dei rappresentanti dei Gruppi della commissione.

## Opere
- Famiglia e assistenza, Zanichelli , 1984, 1996, 2003. ISBN 8808178048.
- Diritti della persona e Stato sociale, Zanichelli , 1987, 2004. ISBN 9788808078995.
- Il sistema della corruzione. Le ragioni, i soggetti, i luoghi, Laterza , 1992. ISBN 8842039012.
- La giusta disuguaglianza: dalla Nomenklatura alla nuova Repubblica, Laterza , 1994. ISBN 9788842043607.
- Voce La corruzione in La politica italiana. Dizionario critico 1945-95, a cura di Gianfranco Pasquino, Laterza , 1995. ISBN 9788842046493.
- Il magistrato senza qualità, Laterza , 1996. ISBN 9788842051404.
- Il sovrano. Saggio sull'uso quotidiano del potere, Giappichelli , 2001. ISBN 8834810074.
- Per una riforma della giustizia, a cura di, con Emilio Nicola Buccico, Giovanni Verde, Michele Vietti, Cacucci Editore , 2002. ISBN 9788884221506.
- La Giustizia e i suoi nemici, Cacucci Editore , 2010. ISBN 9788884229571.
- Il processo al processo. La responsabilità dei magistrati, Cacucci Editore , 2015. ISBN 9788866114239.
- La questione del potere giudiziario, Cacucci Editore , 2018. ISBN 9788866117537.